# Subici, Camenița
Subici (în ucraineană Субіч) este un sat în comuna Kalacikivți din raionul Camenița, regiunea Hmelnîțkîi, Ucraina.

## Demografie
Componența lingvistică a localității Subici
     Ucraineană (99,31%)
     Alte limbi (0,69%)
Conform recensământului din 2001, majoritatea populației localității Subici era vorbitoare de ucraineană (99,31%), existând în minoritate și vorbitori de alte limbi.